# William Ivarson
William Ivarson, född den 9 mars 1867 i Borre i Hortens kommun, död den 5 november 1934 i Bergen, var en norsk skådespelare.
Från 1899 till sin död var Ivarson en av de bärande krafterna vid Den Nationale Scene i Bergen. Han var en livfull och allsidig karaktärskomiker. Bland hans främsta roller var Baron Blek af Nosen i Shakespeares Trettondagsafton, titelrollen i Ludvig Holbergs Jeppe på berget, Hjalmar Ekdal i Henrik Ibsens Vildanden och Celius i Nils Kjærs Det lykkelige valg.
Ivarson medverkade även i några få stumfilmer. Han är far till regissören Harry Ivarson.

## Filmografi
Efter Svensk filmdatabas:
- 1919 – Ingmarssönerna
- 1920 – Prästänkan

## Teater

### Roller
| År   | Roll              | Produktion                     | Regi | Teater         |
| ---- | ----------------- | ------------------------------ | ---- | -------------- |
| 1918 | Baldevin Johansen | Baldevins bröllop Vilhelm Krag |      | Intima teatern |